# سولار پاور (آلبوم)
سولار پاور (انگلیسی: Solar Power) سومین آلبوم استودیویی خواننده-ترانه‌سرای نیوزیلندی لرد است. این اثر در ۲۰ اوت ۲۰۲۱ توسط یونیورسال میوزیک منتشر شد. او این آلبوم را با موسیقی‌دان آمریکایی جک آنتونوف، که در دومین آلبوم استودیویی خود، ملودراما (۲۰۱۷)، با او همکاری داشت، نوشت و تهیه کرد. لرد به دلایل زیست‌محیطی از سی‌دی‌ها خودداری کرد و سولار پاور را فقط در پلت‌فرم‌های موسیقی دیجیتال، سرویس‌های استریم و ال‌پی‌های واینل منتشر کرد.
پیش از این، کتاب به‌سوی جنوب که شرح حال لرد از بازدیدش به جنوبگان در سال ۲۰۱۹ است، در ژوئن ۲۰۲۱ منتشر شد. لرد این کتاب را پیش‌نیاز آلبوم لقب داد. او عنوان آلبوم را از این سفر الهام گرفته‌است و هنگام خلق این اثر «احساس می‌کرد [می‌تواند] فقط آرامش پیدا کند و خود را به رخ بکشد». لرد سولار پاور را «آلبوم ماری‌جوآنای» خود توصیف کرد. از نظر موسیقایی، این یک آلبوم پاپ آکوستیک، سایکدلیک فولک و ایندی فولک است، در حالی که اشعارش حول محور فرار از واقعیات تابستان می‌چرخد و عمدتاً بر اوقات فراغت لرد در زادگاهش نیوزلند تمرکز می‌کند و بیزاری او از شهرت را بیان می‌کند.
سه تک آهنگ پیش از آلبوم منتشر شدند: تک‌آهنگ آغازین و قطعهٔ عنوان، «سولار پاور» که در روز خورشیدگرفتگی منتشر شد و وارد جدول‌های چندین کشور شد؛ این تک‌آهنگ به شمارهٔ دو جدول تک‌آهنگ‌های نیوزیلند رسید. سپس در روزهای منتهی به انتشار آلبوم، تک‌آهنگ‌های «مست‌شده در سالن ناخن» و «مود رینگ» منتشر شدند. برای تبلیغ آلبوم، لرد سومین تور کنسرتی خود را با عنوان تور سولار پاور برگزار کرد که در سال ۲۰۲۲ در اقیانوسیه، آمریکای شمالی و اروپا آغاز شد.

## پیش زمینه و ضبط
در ژوئن ۲۰۱۷، دومین استودیوی لرد به نام ملودراما منتشر شد که با تحسین جهانی منتقدان روبه‌رو شد. ملودراما در فهرست بهترین آلبوم‌های پایان سال از سوی منتقدان موسیقی قرار گرفت اما در مقایسه با اولین آلبوم به نام قهرمان محض (۲۰۱۳) با مشکل تجاری مواجه شد. در اکتبر سال بعد، وی در یک خبرنامه به طرفداران خود فهماند که پیانو را یادگرفته است و انتظار دارد آلبوم سومش از این ساز «خلق شود». با این حال، او همچنین اظهار داشت که «هنوز ساخت آلبوم بعدی را به درستی شروع نکرده‌است» و از زمان تکمیل آن مطمئن نیست. همزمان با دومین سالگرد انتشار ملودراما، لرد در اینستاگرام به هواداران اعلام کرد که این آلبوم را «حامله است» و همچنین اعلام کرد که او نان پختن را در پیج اینستاگرام دیگرش کنار گذاشته و یک سگ و گربه را به فرزندی پذیرفته‌است.
این خواننده اولین اجرای عمومی خود را پس از پایان تور جهانی ملودراما در آوریل ۲۰۱۹ در یک کنسرت سودمند برای قربانیان تیراندازی مسجدهای کرایست‌چرچ، که ماه پیش از آن رخ داده بود، انجام داد. در اواخر همان سال، لرد فاش کرد که آلبوم پس از مرگ سگش پرل، که از بیماری‌های مختلف رنج می‌برد، به مدت نامعلومی به تعویق می‌افتد. او توضیح داد که سگ بخش مهمی از فرایند خلاقه این آلبوم بوده‌است و گفت: «مدتی طول می‌کشد تا کالیبراسیون مجدد انجام شود، اکنون که هیچ هدایت‌کننده‌ای پیشش نیست، تا ببینم کار قرار است چه شود.» وی افزود که آلبوم «به دلیل تأثیر مرگ پرل» همان کار نخواهد بود، و نوشت: «وقتی این ضرر بزرگ در درون من متبلور شد و سینه من در اطراف آن بازسازی شد، امیدوارم که بتوانم کار را تمام کنم و آن را با شما به اشتراک بگذارم و همه ما مثل همیشه رشد خواهیم کرد.»
در مصاحبه ای با تریپل جی در مارس ۲۰۲۰، لرد اعلام کرد که او در حال کار بر روی «خرده ریز» آلبوم بود که «شروع به شکل بسیار هیجان انگیزی می‌کردند»، اما اضافه کرد که او هنوز هیچ ایده‌ای از زمان اتفاقات ندارد. هنگامی که از او سؤال شد که آیا او ماه بعد در مصاحبه جداگانه روی آلبوم جدید کار کرده‌است، وی پاسخ داد که «این سال بسیار پرباری بوده‌است.» در ماه مه، خواننده در یک خبرنامه نوشت که در دسامبر گذشته به استودیو بازگشت و موسیقی را با جک آنتونوف، که با او در ملودراما همکاری داشت، در اوکلند و لس آنجلس ضبط می‌کند. وی افزود که به دلیل دنیاگیری کووید-۱۹، این دو نفر از راه دور کار می‌کردند. مالایی، تهیه‌کننده موسیقی همچنین اعلام کرد که وی به شدت در ایجاد آلبوم سوم لرد سهیم بوده‌است.

## تبلیغات
در اکتبر سال ۲۰۲۰، لرد از طرفداران خود خواست تا در انتخابات عمومی نیوزیلند و همچنین همه‌پرسی در مورد استفاده شخصی از حشیش و اتانازی رأی دهند و افزود: «سال آینده در عوض چیزی به شما می‌دهم.» ماه بعد، او اعلام کرد که انتشار آینده به‌سوی جنوب، خاطره ای از سفر او به قطب جنوب در اوایل سال ۲۰۱۹ منتشر خواهد شد، و اضافه کرد که «نوعی پیش ساز عالی [...] به روشی انتزاعی» برای آلبوم آینده خود است. او بعداً فهمید که عنوان آلبوم از سفر الهام گرفته شده‌است. در ۲۵ مه ۲۰۲۱، وی به عنوان خواننده اصلی جشنواره موسیقی Primavera Sound ۲۰۲۲ اعلام شد و وب‌سایت جشنواره فاش کرد که «او با سومین آلبوم خود از دوران بازنشستگی خارج می‌شود.» در ۷ ژوئن، طرفداران عنوان و جلد هنری را برای تک‌آهنگی تحت عنوان «سولار پاور» را فاش کردند. در نتیجه لرد انتشار آن را در وب سایت خود همراه با پیغامی مبنی بر نوشتن: "ورود به سال ۲۰۲۱. . . صبر یک فضیلت است. " اعلام کرد سه روز بعد، این ترانه در dbree.org، یک وب سایت ذخیره‌سازی ابری لیک شد و قبل از حذف سریع، در کشورهای منتخب برای مدت کوتاهی در اپل میوزیک و تیدال در دسترس قرار گرفت. سرانجام این ترانه در ۱۰ ژوئن منتشر شد. لرد همچنین تأیید کرد که سومین آلبوم رو به انتشار او نیز در خبرنامهٔ خود تحت عنوان سولار پاور منتشر خواهد شد.
در اکتبر سال ۲۰۲۰، لرد از طرفداران خود خواست تا در انتخابات عمومی نیوزیلند و همچنین همه‌پرسی در مورد استفاده شخصی از حشیش و اتانازی رأی دهند و افزود: «سال آینده در عوض چیزی به شما می‌دهم.» ماه بعد، او اعلام کرد که انتشار آینده به‌سوی جنوب، خاطره ای از سفر او به قطب جنوب در اوایل سال ۲۰۱۹ منتشر خواهد شد، و اضافه کرد که «نوعی پیش ساز عالی [...] به روشی انتزاعی» برای آلبوم آینده خود است. او بعداً فهمید که عنوان آلبوم از سفر الهام گرفته شده‌است. در ۲۵ مه ۲۰۲۱، وی به عنوان خواننده اصلی جشنواره موسیقی Primavera Sound ۲۰۲۲ اعلام شد و وب‌سایت جشنواره فاش کرد که «او با سومین آلبوم خود از دوران بازنشستگی خارج می‌شود.» در ۷ ژوئن، طرفداران عنوان و جلد هنری را برای تک‌آهنگی تحت عنوان «سولار پاور» را فاش کردند. در نتیجه لرد انتشار آن را در وب سایت خود همراه با پیغامی مبنی بر نوشتن: "ورود به سال ۲۰۲۱. . . صبر یک فضیلت است. " اعلام کرد سه روز بعد، این ترانه در dbree.org، یک وب سایت ذخیره‌سازی ابری لیک شد و قبل از حذف سریع، در کشورهای منتخب برای مدت کوتاهی در اپل میوزیک و تیدال در دسترس قرار گرفت. سرانجام این ترانه در ۱۰ ژوئن منتشر شد. لرد همچنین تأیید کرد که سومین آلبوم رو به انتشار او نیز در خبرنامهٔ خود تحت عنوان سولار پاور منتشر خواهد شد.

## فهرست قطعه‌ها
| سولار پاور – نسخهٔ استاندارد | سولار پاور – نسخهٔ استاندارد                   | سولار پاور – نسخهٔ استاندارد | سولار پاور – نسخهٔ استاندارد | سولار پاور – نسخهٔ استاندارد |
| شماره                       | نام                                           | نویسنده(ها)                 | تهیه‌کننده(ها)               | مدت                         |
| --------------------------- | --------------------------------------------- | --------------------------- | --------------------------- | --------------------------- |
| ۱.                          | «راه»                                         | الا یلیچ-اوکانر             | لرد جک آنتونوف ملی          | ۳:۴۱                        |
| ۲.                          | «سولار پاور»                                  | یلیچ-اوکانر آنتونوف         | لرد آنتونوف                 | ۳:۱۳                        |
| ۳.                          | «کالیفرنیا»                                   | یلیچ-اوکانر آنتونوف         | لرد آنتونوف                 | ۳:۱۱                        |
| ۴.                          | «نشئگی در سالن ناخن»                          | یلیچ-اوکانر آنتونوف         | لرد آنتونوف                 | ۴:۲۶                        |
| ۵.                          | «میوه افتاده»                                 | یلیچ-اوکانر آنتونوف         | لرد آنتونوف                 | ۳:۵۸                        |
| ۶.                          | «رازهایی از یک دختر (کسی که همه چیز را دیده)» | یلیچ-اوکانر آنتونوف روبین   | لرد آنتونوف                 | ۳:۳۸                        |
| ۷.                          | «مردی با تبر»                                 | یلیچ-اوکانر                 | لرد آنتونوف ملی             | ۴:۱۵                        |
| ۸.                          | «دومینوز»                                     | یلیچ-اوکانر آنتونوف         | لرد آنتونوف                 | ۲:۰۳                        |
| ۹.                          | «بیگ استار»                                   | یلیچ-اوکانر آنتونوف         | لرد آنتونوف                 | ۲:۴۷                        |
| ۱۰.                         | «رهبر رژیمی جدید»                             | یلیچ-اوکانر                 | لرد آنتونوف ملی             | ۱:۳۳                        |
| ۱۱.                         | «مود رینگ»                                    | یلیچ-اوکانر آنتونوف         | لرد آنتونوف                 | ۳:۴۵                        |
| ۱۲.                         | «احساس اقیانوسی»                              | یلیچ-اوکانر                 | لرد آنتونوف                 | ۶:۳۹                        |
| مجموع مدت:                  | مجموع مدت:                                    | مجموع مدت:                  | مجموع مدت:                  | ۴۳:۰۹                       |

| سولار پاور – نسخهٔ اپل میوزیک (قطعهٔ اضافی) | سولار پاور – نسخهٔ اپل میوزیک (قطعهٔ اضافی) | سولار پاور – نسخهٔ اپل میوزیک (قطعهٔ اضافی) | سولار پاور – نسخهٔ اپل میوزیک (قطعهٔ اضافی) |
| شماره                                     | نام                                       | کارگردان(ها)                              | مدت                                       |
| ----------------------------------------- | ----------------------------------------- | ----------------------------------------- | ----------------------------------------- |
| ۱۳.                                       | «سولار پاور» (موزیک ویدئو)                | لرد جوئل کفالی                            | ۳:۱۳                                      |
| مجموع مدت:                                | مجموع مدت:                                | مجموع مدت:                                | ۴۶:۲۲                                     |

| سولار پاور – نسخهٔ لوکس (قطعهٔ اضافی) | سولار پاور – نسخهٔ لوکس (قطعهٔ اضافی) | سولار پاور – نسخهٔ لوکس (قطعهٔ اضافی) | سولار پاور – نسخهٔ لوکس (قطعهٔ اضافی) | سولار پاور – نسخهٔ لوکس (قطعهٔ اضافی) |
| شماره                               | نام                                 | نویسنده(ها)                         | تهیه‌کننده(ها)                       | مدت                                 |
| ----------------------------------- | ----------------------------------- | ----------------------------------- | ----------------------------------- | ----------------------------------- |
| ۱۳.                                 | «هِلِن تروایی»                        | یلیچ-اوکانر                         | لرد آنتونوف                         | ۲:۵۲                                |
| ۱۴.                                 | «هیچ کینه‌ای نگه نمی‌دارم»            | یلیچ-اوکانر                         | لرد آنتونوف ملی                     | ۴:۲۶                                |
| مجموع مدت:                          | مجموع مدت:                          | مجموع مدت:                          | مجموع مدت:                          | ۵۰:۳۴                               |